# Bibi Bailas
Gabriela Padilha Bailas (Rio Grande do Sul, 21 de janeiro de 1991), mais conhecida como Bibi Bailas, é uma cientista brasileira graduada em Física e PhD em Física teórica de partículas. Atualmente, reside e trabalha no Japão junto à Universidade de Tsukuba. Além do seu trabalho como pesquisadora, no qual publicou diversos artigos científicos na área de Física, realiza divulgação científica no YouTube através do canal Física e Afins. Além disso, participa de diversos eventos acadêmicos, podcasts e matérias de revistas visando tornar a ciência mais acessível. Trabalha por uma maior visibilidade das mulheres na Ciência.

## Trajetória acadêmica
Gabriela Bailas graduou-se em Física em 2013 pela Universidade Federal do Rio Grande (FURG), concluiu seu mestrado em 2015 pela Universidade Federal de Pelotas (UFPEL) e seu doutorado em 2018 pela Université Blaise Pascal. Finalizou seu primeiro pós-doutorado na High Energy Accelerator Research Organization (KEK), em Tsukuba. Atualmente, realiza seu segundo pós-doutorado na Universidade de Tsukuba no Japão.
Seu trabalho de doutorado, na área de QCD na Rede, realizou a primeira predição teórica da constante de decaimento do primeiro estado excitado dos mésons J/ψ e η_c. Além disso, também calculou a massa para ambos mésons citados anteriormente no estado fundamental e primeiro estado excitado.
Durante seu mestrado, realizou cálculos fenomenológicos para identificar as implicações do modelo do charm intrínseco através da produção do bóson Z dentro do LHC.

## Interesse pela ciência
Com mais de uma década de imersão na área de Física, Gabriela Bailas começou a se interessar em ciências exatas durante o seu curso técnico em eletrônica, que estudava concomitantemente com o seu ensino médio, realizado no Instituto Federal de Educação, Ciência e Tecnologia Sul-Rio-Grandense. Iniciou suas aparições nos meios digitais a partir da criação de conteúdo sobre o meio acadêmico da área de Física no seu canal do YouTube.
Através das plataformas digitais, começou também a abordar conteúdos sobre pressão acadêmica, experiências, desafios e dificuldades enfrentadas pelas mulheres e demais grupos minoritários dentro da ciência. Também levanta reflexões sobre abusos de poder dentro da academia e tenta combater a desinformação propagada através do uso de termos científicos em conteúdos pseudocientíficos.
Embora o seu trabalho não seja exclusivamente como criadora de conteúdo para a internet, a cientista segue atuando como divulgadora científica no Brasil.